# Mèo Oggy và những chú gián tinh nghịch
Mèo Oggy và những chú gián tinh nghịch (tiếng Pháp: Oggy et les Cafards, tiếng Anh: Oggy and the Cockroaches) là một bộ phim hoạt hình của Pháp được phối hợp sản xuất bởi hai hãng phim Gaumont và Xilam.

## Nội dung
Nhân vật chính trong phim là một chú mèo màu xanh da trời, tốt bụng và thật thà tên là Oggy. Chú sống trong một ngôi nhà cùng với mèo Jack (thỉnh thoảng có tập Jack sống ngay cạnh nhà Oggy). Oggy sẽ là chú mèo hạnh phúc nhất thế giới nếu ba con gián là Dee Dee, Joey và Marky (được đặt tên của các thành viên nhóm nhạc Punk Ramones) không quyết định trú ngụ tại ngôi nhà của cậu ta. Nhưng không, chúng đã xuất hiện, gặp Oggy để tạo nên những tình huống dở khóc, dở cười trong phim. Ba con gián tỏ ra láu cá, tinh nghịch luôn nghĩ ra đủ trò tinh quái để trêu chọc, phá đám hai con mèo, đặc biệt là Oggy. Cuộc chiến giữa chúng dường như không bao giờ có hồi kết.

## Sản xuất
Sau khoảng thời gian bốn năm ngừng sản xuất, mùa 5 đã được phát hành vào cuối năm 2017 với hai mùa nữa sau đó. Các tập của phần 6 được phát sóng trên K2 trong khi phần 5 được xem trước trên Gulli.

## Nhân vật

Từ trái qua: Jack, Oggy cùng ba con gián trong phim.

Từ trái qua: Jack, Olivia và Bob.

### Chính
- Oggy: Là một con mèo. Cậu ta có thân hình màu xanh nhạt, mắt xanh lá, bụng xám và chân trắng. Oggy là anh vợ kiêm bạn thân của Jack, anh trai song sinh của Monica, chồng của Olivia, cậu của Selina, cháu của Wendy, bạn thân của Bob, con của cha Oggy và mẹ Oggy và là bạn cùng nhà với Joey, Dee Dee và Marky. Oggy thường dành thời gian của mình xem TV hoặc làm việc nhà - khi không đuổi theo những con gián. Mặc chúng liên tục chọc phá, nhưng Oggy cũng đã quen với việc có những con gián trong nhà và đôi khi còn cảm thấy nhớ những trò nghịch ngợm của chúng (như trong tập "Priceless Roaches" và "So Lonely"). Ngôi nhà của Oggy lớn hơn rất nhiều lần so với bên ngoài, cầu thang thậm chí còn như đường tàu lượn. Theo nhà sản xuất Marc du Pontavice và France Info, nhân vật của bộ phim Oggy được đặt tên theo nhạc sĩ rock Iggy Pop và album rock The Rise và Fall of Ziggy Stardust và Spiders from Mars. Trong những tập đầu, Oggy, giống như "người tiền nhiệm" Tom trong Tom và Jerry, là người bị hại chính trong bộ truyện. Tuy nhiên, trong các tập gần đây hơn, Oggy đã được miêu tả là một anh hùng, thường chiến thắng những con gián, nhưng vẫn không thể chiến thắng những cú đánh của Bob. Những thành tựu đáng chú ý khác bao gồm chiến thắng giải đua công thức 1, đứng đầu cuộc đua marathon hay chiến được cảm tình của cô vợ Olivia. Sau này, trong tập phim "Oggy Is Getting Married", Oggy chính thức kết hôn với Olivia. Sau này, Oggy chính thức lên chức cậu khi Monica có em bé Selina, con của Jack và Monica.
- Dee Dee: Là con gián ăn rất nhiều. Là con út trong ba người. Dee Dee có thân hình màu xanh, đầu cam và đôi mắt xanh lục. Cậu là bạn cùng nhà với Oggy. Sự thèm ăn của cậu thỉnh thoảng có chút điên loạn, như việc ăn cả các động vật lớn hơn hoặc những thứ mà không ăn được (như linh cẩu, nấm độc, côn trùng hay con cá trên hình nền "Oggy's Clone" và một con cá hề trong Scuba Diving). Dee Dee thích nhạc opera. Đôi chân Dee Dee có thể tạo ra loại dung dịch ăn mòn như Xenomorphs từ nhượng quyền Alien khi chúng có axit máu.
- Marky: Là một con gián có thân thể màu xám bạc, đầu màu xanh lá cây, mắt xanh lục với đôi mắt màu hồng (đỏ ban đầu, nhưng trở lại vào cuối tập phim "Teleportation" nơi nó bị mắc kẹt trong các viên đá); Cậu là người cao nhất và là người anh thứ 2. Cậu là bạn cùng nhà với Oggy và là người tình của bạn gái cũ Oggy. Marky thường không quan tâm đến những gì hai người kia đang làm. Mặc dù lúc đầu Marky yêu thích những trò trêu chọc nghịch ngợm giống như anh trai, nhưng lại trở nên thoải mái hơn trong những tập phim sau đó, mặc dù Marky vẫn rất thích đi chơi với Joey và Dee Dee và gây ra những rắc rối như cậu đã từng làm. Sở thích của cậu là hẹn hò với những con rối và đọc sách. Cậu cũng có hơi thở không được thơm tho cho lắm, được tiết lộ trong tập phim 'It's A Small World' ở Mùa 1. Cậu có rất nhiều cô bạn gái, bằng chứng là ở tập phim "Jealousy" đã cho thấy có rất nhiều hình của các cô gái trong mộng của Marky được dán lên tường, trong đó có bạn gái cũ Oggy.
- Joey (sinh ngày 15 tháng 6 năm 1991): Là một con gián có thân màu tím hồng, đầu màu tím xanh với mắt phải màu hồng (đỏ) và mắt trái màu vàng, và là anh cả. Joey là bạn cùng nhà với Oggy. Mặc dù Joey là con gián nhỏ nhất trong nhóm, nhưng hầu hết các tập phim cậu là người thông minh nhất, luôn luôn là chủ mưu trong kế hoạch, nhưng đôi khi bị buộc phải đi lẻ vì anh em của cậu nghĩ kế hoạch của cậu là ngu ngốc. Joey rất yêu tiền, nhưng những nỗ lực của cậu luôn luôn ngắn ngủi, thường là kết thúc với việc cậu bị đánh đập.
- Jack: Là anh kiêm bạn thân của Oggy, sau này về làm em rể của Oggy, em rể của Olivia, cha của Selina, cháu rể của Wendy, chồng của Monica, con rể của cha Oggy và mẹ Oggy và là bạn thân của Bob. Anh ta có thân hình màu xanh lá cây, mắt vàng, bụng hồng nhạt và bàn chân trắng. Anh ta hoàn toàn trái ngược với Oggy. Jack nóng tính, bạo lực, kiêu ngạo - một mục tiêu hoàn hảo cho những con gián. Ta thường thấy anh ấy tạo ra những máy móc khổng lồ, chẳng hạn như các dụng cụ chống lại lũ gián, vũ khí với số lượng không tưởng. Anh cũng rất quan tâm đến hóa học (chủ yếu là nghiên cứu chất nổ). Jack thường ngủ ở nhà Oggy. Có lúc, anh ấy bắt nạt Oggy. Jack dường như là nhân vật mạnh nhất trong bộ phim. Anh thích thể hiện, thách thức những cô gái hư hỏng và hẹn hò với em gái Oggy, Monica. Trong một tập phim, dường như họ có một đứa con cùng nhau và yêu cầu Oggy chăm sóc nó. Jack cũng có một nỗi sợ hãi về độ cao, như thể hiện trong một số tập phim như 'The Lighthouse Keeper' Mùa 4. Tuy nhiên, trong 'The Rise & Fall' Mùa 1, Oggy mới là người sợ hãi độ cao chứ không phải Jack. Sau này Jack đã có con với Monica, con gái của Jack và Monica tên là Selina. Jack còn có một cô vợ cũ là một nàng chó, vì bị phá đám bởi lũ gián nên đã bị vợ cũ hiểu lầm và ly hôn trong tập phim "Just Married".[8]

### Phụ
- Bob: Là một con bulldog nâu hung dữ và là người hàng xóm kiêm bạn thân của Oggy. Anh ta có những vấn đề về việc kiếm soát cơn giận. Như khi Oggy hoặc Jack làm một cái gì đó vô tình trêu tức Bob, cạo lông, hoặc phá hủy ngôi nhà của anh ấy, Bob sẽ đánh Oggy hoặc Jack một trận. Anh ấy không phải lúc nào cũng đánh bại Oggy, như trong Baby Boum và Học viện Cảnh sát. Anh có một tình bạn với Jack, đặc biệt là với Olivia. Anh được biết đến như võ sĩ quyền anh.
- Olivia: Là một con mèo trắng và là người hàng xóm mới của Oggy cũng như là vợ sau này, là chị dâu của Jack và Monica, cháu dâu của Wendy, bạn cùng nhà với Lady K, con dâu của cha Oggy và mẹ Oggy và là dì của Selina. Cô ấy yêu thiên nhiên và thậm chí là cả những kẻ thù của Oggy: Joey, Marky và Dee Dee, khiến Oggy phải đối xử tốt với những con gián mỗi khi cô ở gần. Cô ấy luôn luôn ra tay khi có ai đó làm tổn thương bất cứ phần nào của thiên nhiên. Cô cũng quan tâm rất nhiều về ngoại hình của mình; Trong tập phim Olivia's Pimple khi cô nhìn thấy mụn mọc trên khuôn mặt, cô đã từ chối rời khỏi nhà. Olivia và Oggy đã kết hôn trong tập phim "Oggy Is Getting Married" khi ở Venice. Điều đặc biệt là sau khi Olivia lấy Oggy làm chồng thì Olivia vẫn ở nhà riêng của mình chứ không ở cùng chồng.
- Monica: Là em gái song sinh của Oggy, là vợ của Jack, con gái của cha Oggy và mẹ Oggy và là em dâu của Olivia. Cô thích trượt patin, đạp xe... chơi thể thao rất giỏi và có một đứa con gái với Jack tên là Selina.
- Wendy: Là bà nội của Oggy và Olivia, là bà nội chồng của Olivia, bà nội vợ của Jack và là bà cố ngoại của Selina, mẹ của cha Oggy và là mẹ chồng của mẹ Oggy. Bà xuất hiện trong các tập Granny's day, Oggy's grandma và Deep trouble, tuy trông già yếu nhưng bà rất khỏe và đủ sức để đánh bại được lũ gián.
- Lady K: Là nhân vật nữ mới trong phim, được Joey, Dee Dee, Marky yêu mến và chiều chuộng. Cô ấy là bạn gián sống ở nhà Olivia. Vì được 3 chú gián yêu thích, Lady K rất hay lợi dụng họ. Lady K tô son, mặc váy không tay màu đỏ có sọc đen và đi một đôi giày đỏ
- Cha Oggy: Là cha ruột của Oggy và Monica, cha chồng của Olivia, cha vợ của Jack, con trai của Wendy, ông ngoại của Selina và là chồng của mẹ Oggy. Ông ta có rất nhiều hình dạng khác nhau trong mỗi tập phim
- Mẹ Oggy: Là mẹ ruột của Oggy và Monica, mẹ chồng của Olivia, mẹ vợ của Jack, con dâu của Wendy, bà ngoại của Selina và là vợ của ba Oggy. Bà ta  có rất nhiều hình dạng khác nhau trong mỗi tập phim.
- Phù thủy: Là một bà phù thủy từng biến Oggy, Dee Dee, Marky, Joey, Jack và Bob thành những đứa trẻ trong tập phim "Back To The Past", bà còn xuất hiện trong các tập phim "The Magic Pen", "Inside Out".
- Selina: Là con gái của Jack và Monica và là cháu gái của Oggy, Olivia, Wendy, cha Oggy và mẹ Oggy. Selina là một bé mèo màu hồng lai giữa bố và mẹ (Jack và Monica)
- Tonny: Là bản sao của Oggy, cậu chỉ khác Oggy mỗi cái đuôi. Đuôi của Tonny có phần màu trắng còn Oggy thì không.
- Bạn gái cũ Oggy: Cô là người, mặc một chiếc váy và giày màu tím và cô đã ngoại tình với Marky trong tập phim "Jealousy" dẫn đến việc Oggy chia tay cô. Cô là một trong những người tình trong mộng của Marky.

## Nhân vật khác
- Người ở chung làng với Oggy là những người sống xung quanh nhà Oggy hoặc là những người sống xung quanh nhà Oggy lúc Oggy đi du lịch ở Campuchia, Trung Quốc, thời tiền sử,...
- Người ở thành phố là những người xuất hiện trong thành phố.
- Người ở các khu du lịch là những người xuất hiện ở khu du lịch mà Oggy đến.
- Người ở các thời đại trước là những người xuất hiện ở các thời đại Oggy trước đó.
- Tổ tiên Oggy là tổ tiên thời kỳ đồ đá của Oggy.
- Các sinh vật là những sinh vật sống trên cạn, dưới biển hay ngoài hành tinh, dưới lòng đất,...
- Những nhân vật mới là những nhân vật xuất hiện trong các tập phim sau này.
- Những nhân vật còn lại là những nhân vật xuất hiện ít trong các tập phim.

## Ngôi nhà của Oggy
Nhà Oggy hơi khác so với các ngôi nhà khác. Từ bên ngoài, ngôi nhà trông như nhà một gian hiện đại bình thường, nhưng nội thất trong nhà lớn hơn so với bên ngoài rất nhiều. Các phòng dường như không được sắp xếp rõ ràng. Một số vật được xuất hiện liên nhiều lần trong nhiều tập phim, nhưng một số vật khác có thể sẽ chỉ xuất hiện một tập phim. Trong một số tập phim có cảnh đuổi bắt, hành lang và cầu thang thường dài vô tận với những hình dạng kì lạ trong vài tập phim

## Danh sách các tập phim
| Mùa   | Phân cảnh | Thời gian | Tập     | Số tập |
| ----- | --------- | --------- | ------- | ------ |
| Mùa 1 | 78        | 1998-1999 | 1-78    | 26     |
| Mùa 2 | 78        | 2000-2003 | 79-156  | 26     |
| Mùa 3 | 39        | 2008      | 157-195 | 13     |
| Mùa 4 | 74        | 2012-2013 | 196-269 | 26     |
| Mùa 5 | 76        | 2017      | 270-345 | 26     |
| Mùa 6 | 78        | 2017-2018 | 346-423 | 26     |
| Mùa 7 | 78        | 2018-2019 | 424-501 | 26     |